# Mohieddin Fikini
Mohieddin Fikini (né le 10 mars 1925 à Sebha et mort le 9 juillet 1994) est un homme politique libyen. Il est Premier ministre du 19 mars 1963 au 22 janvier 1964. 

## Biographie
Il est originaire de la tribu berbère des Rajban, dans le Djebel Nefousa en Tripolitaine.